# Måns Svensson (Somme)
 Måns Svensson (Somme) till Västerby, född troligen på 1470-talet, död 1571, var en svensk militär, riddare och ämbetsman.

## Biografi
Måns Svensson (Somme) var son till frälsemannen Sven Abrahamsson (Somme) till Göberga i Linderås socken och Sjötorp och Gundhild Bengtsdotter (Ryting) till Västerby. Han nämns för första gången 1 maj 1527 då han var en av svennerna till Gustav Vasa. Måns Svensson var från 9 juli 1527 till 1532 fogde i Åbo län och från 1533 till 1535 fogde i Stockholm. Han var från 1535 till 1536 amiral och från 6 februari 1537 till 1571 lagman i Ölands lagsaga.
Han var 1534 slottsloven på Stockholms slott. Efter grevefejdens utbrott förordnades han i maj 1535 av Gustav Vasa till amiral och högste befälhavare av den svenska flottan, vars uppgift blev att oskadliggöra Lübecks flotta. Valet av Måns Svensson visade sig lyckligt, hans flotta jagade 9 juni 1535 utanför Bornholm den lybska flottan på flykten, och 16 juni omringades omringades tio lybska fartyg vid Svendborg i Lilla Bält. Lübeckarna satte eld på sina fartyg, men nio kunde räddas och togs som krigsbyte. Sedan hertig Kristians landsatts på Själland, avseglade Måns Svensson och blockerade städerna Malmö, Köpenhamn och Landskrona, som längre fram på hösten kapitulerade. Måns Svenssons insatser ledde till ganska sällsynt beröm från Gustav Vasa. När Måns Svensson, som var av lågadlig börd, utsågs till lagman på Öland 1537, var det troligen som belöning för hans insatser. Genom sitt giftermål 1539 blev han nära besläktad med den gamla riksrådsadeln, vilket sannolikt kom att främja hans karriär. Under Dackefejden var han verksam vid försvaret av Östergötland och omtalas 1544 och 1548 som slottsloven på Stegeborg. Vid Erik XIV:s kröning 1561 blev han slagen till riddare, 1566–1567 var han ståthållare på Kalmar slott och blev senast 1569 medlem av riksrådet. 1569 erhöll han även förnyat brev som lagman över Öland.
Måns Svensson var åklagare i rättegången 1534 mot Klockupprorets ledare. 
Han var bror till Germund Svensson (Somme) och morbror till Christer Somme.

### Egendom
Måns Svensson innehade Västerby i Lösings härad som sätesgård. Han innehade jord i bland annat Långhundra härad, Simtuna härad och Sjuhundra härad. Måns Svensson hade som förläning från 1533 till 1539 Österhaninge socken, från 1537 till 1545 Dagsbergs socken och från 1538 till 1543 Tveta härad.

### Familj
Måns Svensson gifte sig 8 september 1539 i Norrköping med Anna Turesdotter Bielke (död 1573), dotter till riksrådet Ture Eriksson (Bielke) och Birgitta Bengtsdotter (Lillie). De fick tillsammans barnen Märta Månsdotter (död omkring 1575) som var gift med tyske ryttaren Hans Schmidt, godsägaren Bengt Månsson (död 1571) som var gift med Beata Trolle, Ingegärd Månsdotter (död 1598/1599) som var gift med Nils Larsson Cruus, Margareta Månsdotter som var gift med Claes Joensson (Barketorpsätten) och hovmästaren Sven Månsson som var gift med Metta Gylta (släkten Gylta).

## Se vidare
- Somme (släkt)